# Karl Gustav Jöreskog
Karl Gustav Jöreskog (ur. 25 kwietnia 1935 w Åmåli) – szwedzki statystyk, profesor Uniwersytetu w Uppsali. Wspólnie ze swoimi współpracownikami stworzył dwa pakiety statystyczne do modelowania równań strukturalnych: ACOVS oraz (będący następcą tego pierwszego) LISREL. Pakiet ACOVS był ważnym impulsem w rozwoju oraz stosowaniu modelowania równań strukturalnych, natomiast LISREL jest obecnie standardowym programem używanym w SEM.